# Pratiwi Sudarmono
Pratiwi Pujilestari Sudarmono (Bandung, 31 de julio de 1952) es una científica indonesia, profesora y vicedecana de la Facultad de microbiología en la Universidad de Indonesia en Yakarta.
Pratiwi Sudarmono logró una maestría por la Universidad de Indonesia en 1976 y otra en la Universidad de Yakarta en 1980, y el doctorado en ingeniería genética y biotecnología por la Universidad de Osaka (Japón) en 1984. Tras esto empezó su carrera científica investigando la biología molecular de la Salmonella paratyphi.  Entre 1994 y 2000, fue jefa del Departamento de Microbiología de la Facultad de Medicina de la Universidad de Indonesia. Entre 2001 y 2002 tuvo una beca en el Programa Fulbright New Century Scholars.

## Misión del transbordador espacial STS-61-H
En octubre de 1985 fue seleccionada para participar en la misión de transbordador espacial de la NASA STS-61-H como especialista de carga. Taufik Akbar era su copia de seguridad en la misión. Sin embargo, tras el desastre del Challenger, el despliegue de satélites comerciales como el indonesio Palapa B-3 planeado para la misión STS-61-H fue cancelado, y la misión nunca se llevó a cabo. El satélite fue lanzado posteriormente con un cohete Delta.